# Sacu
Sacu – wieś w Rumunii, w okręgu Caraș-Severin, w gminie Sacu. W 2011 roku liczyła 794 mieszkańców. 